# Takehiro Kanakubo
Takehiro Kanakubo (Prefectura de Kanagawa, 1 de julio de 1986) es un luchador japonés de lucha grecorromana. Compitió en cuatro campeonatos mundiales consiguiendo un quinto puesto en 2010. Ganó una medalla de plata en los Juegos Asiáticos de 2014. Consiguió dos medallas de plata en Campeonato Asiático, en 2012 y 2014. 